# الطب الوقائي في الكويت
الطب الوقائي في الكويت يُعد أحد الركائز الأساسية لنظام الرعاية الصحية، وتُشرف عليه وزارة الصحة من خلال إدارة الصحة الوقائية التي تهدف إلى حماية المجتمع من الأمراض والحد من انتشارها، من خلال برامج التوعية، التطعيم، الفحص الدوري، ومكافحة الأمراض المعدية وغير المعدية.

## أهداف الطب الوقائي في الكويت
1. الوقاية من الأمراض المعدية وغير المعدية.
2. تعزيز الصحة العامة وتحسين أنماط الحياة.
3. مكافحة انتشار الأوبئة.
4. دعم الصحة المدرسية والعمالية.
5. توفير التحصينات والتطعيمات الأساسية.
6. الرصد الوبائي وتسجيل الحالات المرضية.[2]

## أهم برامج الطب الوقائي في الكويت

### برنامج التطعيم الوطني
- يوفر جدولًا شاملًا لتطعيم الأطفال منذ الولادة مجانًا.
- يتضمن تطعيمات مثل: شلل الأطفال، الدفتيريا، الكزاز، الحصبة، الحصبة الألمانية، التهاب الكبد.
- يتم تطبيقه عبر مراكز الرعاية الصحية الأولية المنتشرة في مختلف المناطق.

### الوقاية من الأمراض المعدية
- يوجد نظام ترصد وبائي إلكتروني (EWARS) لرصد الأمراض المعدية والإبلاغ عنها.
- متابعة الأمراض مثل: الإنفلونزا الموسمية، كورونا، الحصبة، الملاريا، الإيدز، الدرن.
- تطبيق إجراءات العزل والعلاج في حال اكتشاف الحالات.

### الصحة المهنية
- تُراقب صحة العاملين في المصانع، شركات النفط، والموانئ.
- تُجرى فحوصات دورية للكشف المبكر عن الأمراض المهنية.
- فرض اشتراطات السلامة في بيئة العمل.

### الصحة المدرسية
- متابعة صحة الطلبة في المدارس الحكومية والخاصة.
- تنفيذ حملات التوعية والتطعيم والفحص الدوري.
- مكافحة سلوكيات غير صحية مثل التدخين والسمنة.

### الفحص الطبي قبل الزواج
- إلزامي لجميع المقبلين على الزواج في الكويت.
- يهدف لاكتشاف الأمراض الوراثية والمعدية مثل: الثلاسيميا، التهاب الكبد، الإيدز.
- يُشترط الحصول على شهادة صحية قبل إتمام عقد الزواج.

### الفحص الطبي للوافدين
- يُطبق على كل وافد يدخل الكويت للعمل.
- يشمل الفحص على الأمراض المعدية مثل السل وفيروس نقص المناعة (HIV).[3]
- يُعاد الفحص عند تجديد الإقامة.[4]

## أمثلة على الحملات الوقائية العامة
- مكافحة السمنة: عبر التوعية الغذائية والتمارين في المدارس والجامعات.
- الوقاية من السرطان: حملات لفحص الثدي، القولون، وعنق الرحم.
- التدخين: حملات لمكافحته، وتشديد على منع التدخين في الأماكن العامة.
- رغم قيود الجائحة، واصل النظام الوقائي تقديم التطعيمات الروتينية بجودة عالية، مع انخفاض مؤقت في عدد الجرعات خلال قترة الإغلاق، يتبعه تعافي لاحق بنمو أسرع (PMC). الكويت نفذت خطة وقائية صارمة منذ 2020 تشمل:[5]

1. التوعية الإعلامية.
2. التطعيم المجاني.
3. الحجر الصحي.
4. تتبع المخالطين.

- تطعيمات مجانية لجميع الأطفال والمواطنين والمقيمين، ضمن برنامج وطني يشمل مختلف الأمراض المعدية.
- تشمل البرامج جدولًا محددًا لتطعيم الأطفال في أعمار متنوعة مثل: التطعيم ضد شلل الأطفال، الدفتيريا، الكزاز، الحصبة، الالتهاب الكبدي.
- التغطية الوطنية لتلك التطعيمات تزيد عن 98% في العقدين الأخيرين.[6]

## التحديات التي تواجه الطب الوقائي في الكويت
1. نمط الحياة قليل النشاط وانتشار السمنة.
2. الاعتماد على العلاج بدلًا من الوقاية في بعض الفئات.
3. الحاجة لتطوير النظام الرقمي الوقائي وربطه بالمؤسسات.
4. زيادة الضغط على الكوادر الصحية الوقائية.[7]

## الجهات المعنية بالطب الوقائي
- وزارة الصحة (إدارة الصحة الوقائية – قطاع الصحة العامة).
- إدارة الصحة المهنية.
- البرنامج الوطني للتحصين.
- مؤسسات المجتمع المدني (مثل الهلال الأحمر الكويتي).
- الجمعيات التطوعية.

## الجهة المشرفة والبنية التنظيمية
تشرف وزارة الصحة الكويتية على الصحة الوقائية ضمن مهامها، بما في ذلك برامج الوقاية من الأمراض وتعزيز أنماط الحياة الصحية. تم إنشاء مركز الكويت لمكافحة الأمراض والوقاية منها كاستراتيجية لتصنيف الكويت كمركز إقليمي في هذا المجال.

## الرعاية الوقائية الأولية
يوجد عدد كبير من مراكز الصحة الوقائية الأولية (Primary Healthcare Clinics) المنتشرة في مختلف المناطق، توفر خدمات مثل:
- التطعيمات، الرعاية للأطفال، الفحوصات الطبية العامة والتثقيف الصحي.
- برامج خاصة مثل رصد الأمراض غير المعدية، وتوعية مرضى السكري والقلب، وسياسات التغذية الصحية.

## إنجازات الوزارة المتعلقة بالطب الوقائي
القضاء التام على مرض شلل الأطفال محليًا منذ عام 1986، وعدم تسجيل أي حالات محلية من الحصبة منذ 2023. اعتماد الاستراتيجيات الوقائية في رؤية "كويت جديدة 2035"، وتشجيع بنية تحتية رقمية صحية، ومأسسة البرامج الوقائية ضمن أهداف التنمية المستدامة.

## الآفاق المستقبلية
- إدخال الذكاء الاصطناعي في التنبؤ بالأوبئة.
- التوسع في الفحص الوراثي والطب الجيني الوقائي.
- تكثيف حملات التوعية بالأمراض المزمنة.
- دعم الصحة النفسية كجزء من الطب الوقائي الشامل.